# Gahini
Gahini (Kinyarwanda Umurenge wa Gahini) ist einer von 12 Sektoren im Distrikt Kayonza in der Ostprovinz von Ruanda.

## Geographie
Gahini hat eine Fläche von 201,7 km² und liegt auf einer Höhe von etwa 1550 m. Der Sektor unterteilt sich in die vier Zellen Juru, Kahi, Kiyenzi und Urugarama. Nachbarsektoren sind im Norden Murundi, im Osten Mwiri, im Süden Mukarange und im Westen Rukara. Im Südwesten grenzt der Sektor an den Muhazi-See.

## Bevölkerung
Zur Volkszählung von 2022 betrug die Einwohnerzahl 46.009. Zehn Jahre zuvor waren es 32.650, was einem jährlichen Bevölkerungszuwachs von 3,5 Prozent zwischen 2012 und 2022 entspricht.

## Verkehr
Entlang der Südwestgrenze am Muhazi-See vorbei verläuft die Nationalstraße 24.